# Hypoeschrus abyssinicus
Hypoeschrus abyssinicus là một loài bọ cánh cứng trong họ Cerambycidae.